# Стамптаун (телесериал)
«Стамптаун» (англ. Stumptown) — американский телесериал, премьера состоялась 25 сентября 2019 на канале ABC. Стамптаун (англ. Stumptown) — «прозвище» города Портленд, где развиваются события сериала.
28 октября 2019 года канал ABC расширил первый сезон сериала до 18 серий. 21 мая 2020 года канал ABC продлил телесериал на второй сезон.. В сентябре 2020 года было объявлено, что сериал не вернется на ABC, из-за задержки производства, вызванные пандемией COVID-19, это означает что сериал не будет готов до апреля 2021 года.  ABC , как сообщается, пытается продать сериал в другую сеть или на потоковый сайт.

## Сюжет
Сериал рассказывает о ветеране войны в Афганистане Декс Париос, которая становится частным детективом в Портленде, штат Орегон. Декс вся в долгах, страдает от посттравматического расстройства, на её попечении брат с синдромом Дауна. Тем не менее, женщина не унывает и не лезет в карман за острым словом. Несколько первых дел связано с казино и его владелицей, местным криминальным авторитетом Сью Линн.

## В ролях
- Коби Смолдерс — Декс Париос
- Джейк Джонсон — Грей Макконнелл
- Майкл Или — детектив Майлз Хоффман
- Танту Кардинал — Сью Линн
- Кэмрин Мангейм — лейтенант Косгроув
- Коул Сибус — Ансель Париос
- Адриан Мартинес — Туки

## Обзор сезонов
| Сезон | Сезон | Эпизоды | Дата показа      | Дата показа   | Рейтинг Нильсона | Рейтинг Нильсона       |
| Сезон | Сезон | Эпизоды | Премьера         | Финал         | Ранк             | Зрители США (миллионы) |
| ----- | ----- | ------- | ---------------- | ------------- | ---------------- | ---------------------- |
|       | 1     | 18      | 25 сентября 2019 | 25 марта 2020 | 63               | 5,96                   |

## Список эпизодов

### Сезон 1 (2019 - 2020)
| № общий | № в сезоне | Название                                                              | Режиссёр          | Автор сценария                               | Дата премьеры    | Произв. код | Зрители в США (млн) |
| --- | ---------- | --------------------------------------------------------------------- | ----------------- | -------------------------------------------- | ---------------- | ----------- | ------------------- |
| 1 | 1          | «Forget It Dex, It's Stumptown» «Забудь об этом, Декс, это Стамптаун» | Джеймс Гриффитс   | Джейсон Ричман                               | 25 сентября 2019 | 101         | 4.61                |
| История следует по следам Декс Париос, сильной, настойчивой и остроумной женщины-ветерана армии, работающей в качестве частного детектива в Портленде, штат Орегон. |            |                                                                       |                   |                                              |                  |             |                     |
| 2 | 2          | «Missed Connections» «Потерянные связи»                               | Джеймс Гриффитс   | Майкл Уайсс & Джейсон Ричман & Мэтт Олмстед  | 2 октября 2019   | 102         | 3.99                |
| Декс нанимает богатый мужчина для поиска женщины, с которой он недавно познакомился, однако главной героине быстро становится понятно, что задача далеко не так проста, как могло бы показаться на первый взгляд. |            |                                                                       |                   |                                              |                  |             |                     |
| 3 | 3          | «Rip City Dicks» «Детективы Рип - Сити»                               | Дин Уайт          | Захир МакГи                                  | 9 октября 2019   | 103         | 3.43                |
| В надежде стать сертифицированным частным следователем, Декс ищет наставничества у ветерана частного следствия Арти Бэнкса. Тем временем Хоффман начинает подозревать Грея после обнаружения ряда доказательств, указывающих на его связь с жертвой текущего дела. |            |                                                                       |                   |                                              |                  |             |                     |
| 4 | 4          | «Family Ties» «Семейные узы»                                          | Марк Баклэнд      | Дирдра Шоу                                   | 16 октября 2019  | 104         | 2.83                |
| Декс сталкивается лицом к лицу с Арти Бэнксом, чтобы победить богатого магната, заработавшего на недвижимости, Рэндалла Таппера. Тем временем детектив Косгроув ведет свое расследование в надежде найти Уоллеса Кейна, заключенного, вышедшего на свободу. |            |                                                                       |                   |                                              |                  |             |                     |
| 5 | 5          | «Bad Alibis» «Плохое алиби»                                           | Брук Кеннеди      | Мануэль Фигероа & Джордан Хеймер             | 30 октября 2019  | 105         | 2.67                |
| Несмотря на то, что Лейтенант Косгроув приказал ему отдохнуть, Хоффман решает заручиться поддержкой Декс в расследовании текущего дела. Тем временем сама девушка находятся в состоянии сильнейшего стресса из-за предстоящего интервью, которое необходимо пройти, чтобы стать сертифицированным частным детективом. |            |                                                                       |                   |                                              |                  |             |                     |
| 6 | 6          | «Dex, Drugs And Rock & Roll» «Декс, наркотики и рок-н-ролл»           | Марк Баклэнд      | Уильям Джеху Гарроутт & Джейсон Ричман       | 6 ноября 2019    | 106         | 2.82                |
| Когда бывший Декс, известный музыкант, приезжает в город для выступления, девушке приходится защищать его от некоего преследователя. Тем временем Грей продолжает получать лишь холодное отторжение в ответ от Декс, а Туки и лейтенант Косгроув развивают свою новую дружбу. |            |                                                                       |                   |                                              |                  |             |                     |
| 7 | 7          | «Ноябрьский cюрприз» «November Surprise»                              | Дэвид Родригез    | Майк Уайсс                                   | 20 ноября 2019   | 107         | 2.62                |
| 8 | 8          | «Другая женщина» «The Other Woman»                                    | Джессика Ю        | Хайди Коул МакАдамс                          | 4 декабря 2019   | 108         | 2.92                |
| 9 | 9          | «Образование Декс» «Dex Education»                                    | Лили Марийе       | Николас Вуттон                               | 11 декабря 2019  | 109         | 3.12                |
| Декс пробуждается в одной постели с Лиз со страшной головной болью. Обе девушки не могут вспомнить, как именно закончился вечер, и занимались ли они любовью. Они приходят к выводу, что Грею знать об этом не обязательно. Сам же хозяин «Плохого Алиби» рад тому, что девушки сблизились. Вскоре после открытия в бар приходит школьная знакомая Декс. Она рассказывает о том, что в рюкзак её дочери подбросили наркотики во время школьных занятий. Также был совершен анонимный звонок в полицию. В результате девочку отчислили. Теперь её мать просит Декс разобраться. |            |                                                                       |                   |                                              |                  |             |                     |
| 10 | 10         | «Оценка ситуации не изменилась» «Reality Checks Don't Bounce»         | Алекс Закржевский | Дерек Дженнингс & Захир МакГи                | 8 января 2020    | 110         | 2.72                |
| 11 | 11         | «Прошлое и ярость» «The Past and the Furious»                         | Стэйси К. Блэк    | Луиза Леви                                   | 15 января 2020   | 111         | 2.49                |
| 12 | 12         | «Грязные Декси деньги» «Dirty Dexy Money»                             | Марк Баклэнд      | Ариель Холл & Вуди Штрасснер                 | 22 января 2020   | 112         | 2.36                |
| 13 | 13         | «Коэффициент Декс» «The Dex Factor»                                   | Стэйси К. Блэк    | Джейсон Ричман & Мэтт Олмстед                | 5 февраля 2020   | 113         | 2.28                |
| 14 | 14         | «Пока Декс не разлучит нас» «Til Dex Do Us Part»                      | Рубен Флейшер     | Хайди Коул МакАдамс & William Jehu Garroutte | 12 февраля 2020  | 114         | 2.38                |
| 15 | 15         | «At All Costs: The Conrad Costas Chronicles»                          | Неизвестно        | Неизвестно                                   | 19 февраля 2020  | 115         | 2.23                |
| 16 | 16         | «All Quiet on the Dextern Front»                                      | Неизвестно        | Неизвестно                                   | 4 марта 2020     | 116         | 2.32                |
| 17 | 17         | «The Dex Files»                                                       | Неизвестно        | Неизвестно                                   | 18 марта 2020    | 117         | 2.68                |
| 18 | 18         | «All Hands On Dex»                                                    | Неизвестно        | Неизвестно                                   | 25 марта 2020    | 118         | 2.68                |

## Производство
29 января 2019 стало известно о заказе пилотного эпизода телесериала. Пилот был написан Джейсоном Ричманом, который является исполнительным продюсером наряду с Рубеном Флейшером, Дейвом Бернадом, Грегом Руккой, Мэтью Саутвортом и Джастином Гринвудом.